# Demens
Demens är ett syndrom (en samling symptom) som innefattar en organisk psykisk störning av högre intellektuella funktioner med försämring av minne och logiskt tänkande, samt personlighetsförändringar och emotionella störningar utan medvetandesänkning. Demens innebär en kognitiv reduktion som innebär påtaglig funktionsnedsättning exempelvis av aktiviteter i dagliga livet. En kognitiv reduktion utan funktionspåverkan benämns lindrig kognitiv störning.
Alzheimers sjukdom är den vanligaste orsaken till demens och står för 60 till 70 procent av samtliga fall av demens. Demenssjukdomar brukar kallas "de anhörigas sjukdom" eftersom de närmast anhöriga ofta får ta ett stort ansvar där social isolering och psykisk ohälsa inte är ovanligt.
Det går inte att bota demens. Åtgärder inriktas på att lindra symtom och att på olika sätt kompensera för de funktionshinder som personerna har.
Demenssjukdomarna räknas globalt till en av de stora folksjukdomarna och ålder är en av de viktigaste riskfaktorerna. Livsstilsfaktorer och utbildningsnivåer är också starka påverkansfaktorer, vilket gör att risknivåerna i olika delar av världen varierar. Antalet personer som levde med demenssjukdom i världen 2019 var ungefär 50 miljoner människor, och förväntas till år 2050 tredubblas till 152 miljoner människor. Under samma period förväntas antalet personer med demens i Sverige att öka med 62 procent från 154 000 personer till omkring 250 000 personer.

## Terminologi
Ordet demens (av latin de 'utan' och mens 'sinne') kan historiskt härledas till 1700-talets Frankrike med betydelsen "galen" eller "vansinnig". I Sverige är ordet demens belagt första gången 1931. 1977 kom ordet senildement och presenil demens in i svenska språket där ordet senil kommer av latin senilis av senex ("gammal") och syftar på ålderdomlig, ålderdomssvaghet. Senil demens betraktades länge som en oundviklig följd av åldrandet men numera vet man att demens beror på hjärnskador som kan ha orsakats av hundratals olika sjukdomstillstånd. Under senare delen av 1900-talet byttes orden senildemens och presenil demens ut mot orden demens eller åldersdemens och från början av 2000-talet har man internationellt börjat använda begreppet större neurokognitiv störning. I samband med att den amerikanska diagnosmanualen DSM-5 antogs 2013 togs ordet dementia bort och ersattes av major neurocognitive disorder (på svenska kognitiv sjukdom) samt mild neurocognitive disorder (på svenska översatt till lindrig kognitiv funktionsnedsättning).

## Diagnos
Diagnosen ställs utifrån sjukdomshistoria, helst från både personen själv och från anhöriga, och neuropsykologisk utredning med kognitiva tester som MMSE eller MoCA. Kroppslig undersökning, blodprov och ofta radiologisk undersökning såsom datortomografi av hjärnan används för att utesluta andra orsaker till symptomen.
Demens med debut före 65 års ålder kallas tidig debut och är en mindre grupp, mellan fem och sex procent av totalt antalet personer med demens, men de har ofta en annan och svårare problematik. Förutom att de är i förvärvsarbetande ålder kan de ha försörjningsansvar för barn samt möjligen också ha en partner som är heltidsarbetande. I Sverige beräknades år 2012 cirka 9 000 personer ha demens med tidig debut, varav huvuddelen av dem var 60–65 år. En del kommuner har byggt upp särskilda boenden och dagverksamheter för yngre personer med demenssjukdomar. De vanligaste demenssjukdomarna bland yngre är Alzheimers sjukdom, frontotemporallobsdemens (pannlobsdemens), alkoholdemens och Lewykroppsdemens.
ICD-11 och DSM-5 klassificerar demens som "neurokognitiva störningar".

## Typer
Det finns omkring 100 olika slags diagnoser bland demenssjukdomarna. Ofta brukar man dela in dem i tre huvudgrupper:
- Primärdegenerativa sjukdomar där hjärnceller börjar dö i onormal omfattning. Exempel på sjukdomar inom denna grupp är Alzheimers sjukdom, frontallobsdemens och Lewykroppsdemens.
- Vaskulär demens eller blodkärlsdemens orsakas av att syretillförseln till hjärnan har strypts, till exempel genom blodproppar eller blödningar. Symptomen uppkommer ofta snabbt, till exempel efter en stroke.
- Sekundära sjukdomar eller skador som kan, men inte behöver, leda till en demenssjukdom. Det kan handla om effekter efter långvarig alkoholkonsumtion, att en person under lång tid utsatts för vissa lösningsmedel eller tungmetaller, Huntingtons sjukdom (danssjukan) eller normaltryckshydrocefalus.

Det är vanligt att en person har en blandform, till exempel en kombination av Alzheimers sjukdom och vaskulär demens.